# Baron Birkett
Baron Birkett, of Ulverston in the County Palatine of Lancaster, ist ein erblicher britischer Adelstitel in der Peerage of the United Kingdom.

## Verleihung
Der Titel wurde am 31. Januar 1958 für den prominenten Rechtsanwalt und Richter Sir Norman Birkett geschaffen. Dieser war einer der britischen Richter am Internationalen Militärgerichtshof beim Nürnberger Prozess gegen die Hauptkriegsverbrecher. Später war er Lord Justice of Appeal.

## Liste der Barone Birkett (1958)
- Norman Birkett, 1. Baron Birkett (1883–1962)
- Michael Birkett, 2. Baron Birkett (1929–2015)
- Thomas Birkett, 3. Baron Birkett (* 1982)

Aktuell existiert kein Titelerbe.